# Taking Over (album Overkill)
Taking Over – drugi album studyjny amerykańskiego zespołu thrash metalowego Overkill wydany w marcu 1987 roku przez Megaforce Records.

## Lista utworów
1. „Deny the Cross” – 4:43.
2. „Wrecking Crew” – 4:32.
3. „Fear His Name” – 5:24.
4. „Use Your Head” – 4:19.
5. „Fatal if Swallowed” – 6:45.
6. „Powersurge” – 4:36.
7. „In Union We Stand” – 4:26.
8. „Electro-Violence” – 3:45.
9. „Overkill II (The Nightmare Continues)” – 7:07.

## Twórcy
- Blitz – wokal.
- Bobby Gustafson – gitara.
- D.D.Verni – gitara basowa.
- Rat Skates – perkusja.